# Christian Gloria
Christian Gloria (* 9. Juni 1957 in Lünen) ist ein deutscher Rechtsanwalt und Wissenschaftler.

## Leben
Christian Gloria studierte von 1977 bis 1982 Rechtswissenschaft an der Ruhr-Universität Bochum. 1978 wurde er im Corps Neoborussia-Berlin zu Bochum aktiv. Seit 1985 wissenschaftlicher Mitarbeiter am Lehrstuhl für Öffentliches Recht IV – Völkerrecht – der Ruhr-Universität, wurde er 1987 mit einer Doktorarbeit bei Knut Ipsen promoviert. Seine Dissertation wurde von der juristischen Fakultät der Ruhr-Universität Bochum mit summa cum laude bewertet und 1988 mit dem Universitätspreis ausgezeichnet. Als Dr. iur. trat Gloria 1987 das Amt des Vorortsprechers im Kösener Senioren-Convents-Verbandes an. Am Ende des Amtsjahres wurde er 1988 mit der Klinggräff-Medaille des Stiftervereins Alter Corpsstudenten ausgezeichnet.
Derzeit ist er in Essen als Rechtsanwalt niedergelassen. Er ist seit 2007 außerdem Vorsitzender des Kirchlichen Arbeitsgerichts für die Diözese Essen, stellvertretender Aufsichtsratsvorsitzender der Klinikum Hochsauerland und seit 2012 Geschäftsführer des ORC-Fachverbandes. An der FOM – Hochschule für Oekonomie und Management in Essen ist er Dozent. Seine Rolle in den Fragen rund um Kardinal Herngstbach und die damit zusammenhängenden Urteile, an denen Gloria mitgewirkt hat, werden noch durch eine unabhängige Kommission überprüft. 

## Rechtsprechung
Höchste deutsche Gerichte haben Gloria zitiert. Das Bundesverfassungsgericht in seiner Entscheidung vom 10. Juni 1997 (2 BVR 1516/96), der Bundesgerichtshof am 26. Juni 2003 (III ZR 245/98), der Bundesfinanzhof in der Entscheidung vom 27. Januar 1988 (I R 241/83) und das Bundesverwaltungsgericht am 1. Juli 1999 (7 B 2/99). Auch andere deutsche Gerichte bezogen sich in vielen Entscheidungen auf seine Forschungsergebnisse oder Rechtsansichten.

## Publikationen
- Das Berg- und Energierecht der DDR. In: Hüffer, Ipsen, Tettinger (Hrsg.): Berg- und Energierecht vor den Fragen der Gegenwart. Festschrift für Fritz Fabricius. Stuttgart 1989, ISBN 3-415-01412-6, S. 457–480.
- Ipsen: Völkerrecht, 3. Auflage. München 1990, ISBN 3-406-30275-0, (Mitautor) S. 227–345, 544–625, 668–725, 1071–1108.
- Neubearbeitung der Kommentierung zu § 85 WissHG NW „Studienordnung“, in: Leuze, Bender: Gesetz über die wissenschaftlichen Hochschulen des Landes Nordrhein-Westfalen. 11. Erg-Lfg. 1996, S. 1–81.
- Neubearbeitung der Kommentierung zu § 91 WissHG NW „Prüfungsordnungen“, in: Leuze, Bender: Gesetz über die wissenschaftlichen Hochschulen des Landes Nordrhein-Westfalen. 13. Erg.-Lfg. 1997, S. 1–93.
- Ipsen: Völkerrecht. 4. Auflage. München 1999, ISBN 3-406-37115-9, (Mitautor) S. 222–306, 325–340, 588–667, 710–783.
- Neubearbeitung der Kommentierung zu § 90a UG NW „Freiversuch“, in: Leuze, Bender: Gesetz über die Universitäten des Landes Nordrhein-Westfalen. 14. Erg.-Lfg. 1998, S. 1–11.
- Entstehung und Strukturänderungen der Völkerrechtsubjektivität eines organisierten Herrschaftsverbandes – dargestellt am Beispiel des Deutschen Ordens (Fratres domus hospitalis Sanctae Mariae Teutonicorum in Jerusalem). In: Festschrift für Ipsen. München 2000.
- Ipsen: Völkerrecht, 5. Auflage. München 2003, ISBN 3-406-49636-9, (Mitautor)
- Der „subjektive Faktor“ bei der Frage des Vorliegens einer verschleierten Handelsbeschränkung i. S. des Art. 36 Satz 2 EWGV. Recht der Internationalen Wirtschaft 1983, S. 898–905.
- Die Doppelbesteuerungsabkommen der Bundesrepublik Deutschland und die Bedeutung der Lex-Fori-Klausel für ihre Auslegung. Recht der Internationalen Wirtschaft 1986, S. 970–978.
- Verfassungsrechtliche Anforderungen an die gerichtlichen Geschäftsverteilungspläne. Die Öffentliche Verwaltung 1988, S. 849–858.
- mit E. Dischke: Der „finale Todesschuß“ im Landesrecht Nordrhein-Westfalens. Nordrhein-westfälische Verwaltungsblätter 1989, S. 37–45.
- Die Verwirklichung des Rechtes auf den gesetzlichen Richter im Prozeß. Neue Juristische Wochenschrift 1989, S. 445–446.
- Settlement of Tax Disputes - The Mutual Agreement Procedure -. In: Thesaurus Acroasium. Volume XVIII: Pacific Settlement of Disputes. Thessaloniki 1991, S. 591–602.
- Anspruch auf Durchführung des Verständigungsverfahrens und seine gerichtliche Durchsetzung in den Vereinigten Staaten. Steuer und Wirtschaft 1989, Heft 2, S. 138–157.
- Die Stellplatzpflicht nach den Landesbauordnungen und ihre Erfüllung insbesondere durch Ablösung. Neue Zeitschrift für Verwaltungsrecht 1990, S. 305–314.
- mit E.A. Karbowski: Die Europäische Wirtschaftliche Interessenvereinigung (EWIV), - Rechtsgrundlagen, Zweck und Unternehmensgegenstand sowie Gründung einer EWIV mit Sitz in der Bundesrepublik -. Zeitschrift für Wirtschafts- und Bankrecht 1990, S. 1313–1322.
- Der Anspruch auf Erschließung. Neue Zeitschrift für Verwaltungsrecht 1991, S. 720–728.
- Buchbesprechung: Lorenz Mainczyk: Baugesetzbuch, Taschenkommentar. Richard Boorberg Verlag, Stuttgart / München / Hannover 1987 In: Nordrhein-westfälische Verwaltungsblätter 1988, S. 95 f.
- mit E.A. Karbowski: Die Probleme der Praktiker bei der Gründung einer GmbH in der DDR. Handelsblatt, 7. März 1990, S. 5.
- mit E. A. Karbowski: Joint Ventures in der DDR: Liaisons mit Tücken. Wirtschaftswoche 17/1990, S. 54 ff.
- Buchbesprechung: Mampel: Nachbarschutz im öffentlichen Baurecht. Herne Berlin 1994, Zeitschrift für die Anwaltspraxis 1995.